# نانسي لو باترسون
نانسي لو باترسون (بالإنجليزية: Nancy-Lou Patterson)‏‏ (5 سبتمبر 1929 في ورسستر - 15 أكتوبر 2018 ) فنانة، وكاتِبة، وأمينة متحف، وأكاديمية من كندا.

## التعليم
تعلمت نانسي لو باترسون في:
- جامعة واشنطن[2]

## الجوائز
حصلت نانسي لو باترسون على الجوائز الآتية:
- دكتوراه فخرية[2]